# Comuna 9 (Cali)
La Comuna 9 de Cali está localizada en el centro geográfico del área urbana de la ciudad. Limita al norte con la Comuna 3, al sur la Comuna 10, al oriente con la Comuna 8 y al occidente con la Comuna 19. La comuna 9 cubre el 2,4% del área total del municipio, con 501,16 ha.

## Demografía
Está compuesta por 10 barrios y 383 manzanas. Se caracteriza por incluir dentro de sus linderos barrios tradicionales como Alameda, Junín, Aranjuez,  Obrero, Sucre, entre otros. La mitad de sus barrios pertenecen al llamado 'Centro' de la ciudad, el lugar de mayor concentración comercial formal, además de comercios informales.
La mayor parte de sus terrenos ya están construidos, con un total de 11.736 predios; A excepción de las zonas verdes del Instituto Técnico Antonio José Camacho, institución educativa de carácter oficial. Sólo hay unos pocos parques en los barrios Alameda y Obrero. La gran mayoría de las construcciones son viviendas unifamiliares de uno o dos pisos, alternadas con lotes y viviendas abandonadas, y pequeños comercios y bodegas.

## Barrios
La comuna 9 la componen 10 barrios:
| Nombre del Barrio         | NSE | Lugar de interés                                                             |
| ------------------------- | --- | ---------------------------------------------------------------------------- |
| Alameda                   | 3   | Galería Alameda                                                              |
| Bretaña                   | 3   | Supermercado Surtifamiliar Sistema Radial de Colombia                        |
| Junín                     | 3   | Sector La Luna Bicicletas Crissgui                                           |
| Guayaquil                 | 3   | Supermercado Olímpica                                                        |
| Aranjuez                  | 3   | Iglesia Congregación Mita Institución Educativa General Alfredo Vásquez Cobo |
| Manuel María Buenaventura | 3   | Parque Cien Palos                                                            |
| Belalcázar                | 2-3 | Iglesia de la Santísima Trinidad Estación Belalcázar del MIO                 |
| Santa Mónica Belalcázar   | 3   |                                                                              |
| Sucre                     | 1-2 |                                                                              |
| Obrero                    | 2-3 | Parque Obrero Museo de la Salsa                                              |

Dentro de los proyectos de renovación urbana de la ciudad, se plantea construir la Ciudadela de Justicia, un complejo de edificios, destacándose como principal el nuevo Palacio de Justicia, a razón de que el anterior se vio afectado por un atentado terrorista el 1 de septiembre de 2008.
Para construir dicha ciudadela, se requiere comprar alrededor de nueve manzanas del barrio Sucre, por lo que la alcaldía realiza labores de socialización de la obra para que los propietarios vendan dichos terrenos, pues de oponerse se llevarán a procesos judiciales de expropiación.

## Principales avenidas
Las principales calles de esta comuna son:
- Calle 13
- Calle 15
- Autopista Sur (Diagonal 23)
- Carrera 10
- Carrera 15
- Carrera 23
- Calle 11
- Calles 23 y 25

## Transporte
La ruta troncal de la Carrera 15 atraviesa de occidente a oriente la comuna, siendo por esto un punto neurálgico del transporte masivo de la ciudad. En la comuna se encuentran las siguientes paradas:
- Santa Librada (Cl 5-Kr 22)
- San Bosco (Kr 15-Cl 9)
- San Pascual (Kr 15-Cl 13 Y 15)
- Sucre (Cl 15-Kr 13)
- Petecuy (Cl 15-Kr 8)
- San Pedro (Cl 15-Kr 4)
- Belalcázar (Kr 15-Cl 21)
- Cien Palos (Kr 18-Cl 18)

También cuenta de cobertura del sistema MIO con las siguientes rutas pretroncales:
- P27D por las Calles 6 y 9
- P10B sentido Centro - Sur por la Calle 10
- P10A, P10D y P72 por la Calle 13
- P10B sentido Sur - Centro y P80A por la Calle 15
- P21A sentido Norte - Sur por la Calle 21
- P40A y P40B (ambas sentido Oriente - Centro) por la Carrera 8
- P40A sentido Centro - Oriente por la Carrera 10
- P27C por la Autopista Suroriental (Diagonal 23)